# Black Friday (film 1940)
Black Friday è un film del 1940 diretto da Arthur Lubin.
Lo sceneggiatore Curt Siodmak avrebbe rivisitato le stesse tematiche nei successivi Il cervello di Donovan (1953) e La morte viene dal passato (1970).

## Trama
Il dottor Ernest Sovac viene prelevato dalla sua cella per la sua esecuzione, ma è in grado di parlare a un giornalista e consegnargli il proprio memoriale, dove racconta la sua storia, mentre viene condotto alla sedia elettrica.
Qualche tempo prima, il migliore amico di Sovac, il professore universitario George Kingsley, viene investito mentre attraversa una strada. Per salvare la vita del suo amico, Sovac impianta parte del cervello di un altro uomo in quello del professore. Sfortunatamente, l'altro uomo coinvolto nell'incidente era un gangster apparentemente destinato alla sedia elettrica, secondo la polizia. Il professore si riprende ma a volte si comporta come il gangster. Sovac è inorridito ma anche incuriosito, perché il gangster ha nascosto 500.000 dollari da qualche parte a New York. Il dottore continua a curare il suo inconsapevole amico e lo convince a fare una vacanza a New York; Sovac spera che questo farà rivivere la memoria del gangster in modo che Kingsley lo conduca alla fortuna che spera di spendere in un laboratorio. Sfortunatamente per i piani del dottore, il cambiamento di personalità del professore diventa più estremo, incluso il proposito di vendetta nei confronti dei membri della sua ex banda. Quando Kingsley (comportandosi come un gangster) tenta di uccidere la figlia del dottore, Sovac gli spara a morte.
Tornando al presente, Sovac viene giustiziato.

## Produzione
La sceneggiatura originale si intitolava Friday the Thirteenth prima di essere modificata in Black Friday. Nel gennaio 1939 la Universal annunciò che Willis Cooper stava lavorando a un copione con protagonisti Bela Lugosi e Boris Karloff. In agosto Curt Siodmak ed Eric Taylor furono scritturati per scrivere la sceneggiatura.
La Universal voleva Lugosi per la parte del dottore e Karloff per quella del professore. Per ragioni sconosciute, Karloff insisteva invece per interpretare il dottore. Piuttosto che uno scambio diretto di ruoli, a Lugosi venne assegnato il ruolo minore di un altro gangster, mentre l'attore caratterista Stanley Ridges fu chiamato per interpretare il professore. Negli anni successivi, lo scrittore Curt Siodmak affermò che Karloff sentiva di non essere un attore abbastanza bravo per interpretare il doppio ruolo del gentile professore diventato gangster assassino, ma è più probabile che il suo aspetto e la sua voce non potevano essere cambiati completamente per rendere il passaggio convincente.
Durante le riprese, Manley Hall ipnotizzò notoriamente Lugosi sul set.

## Distribuzione
Black Friday ebbe la sua prima mondiale a Chicago il 29 febbraio 1940. Fu distribuito nel circuito regolare delle sale a partire dal 12 aprile 1940 distribuito dalla Universal Pictures.

## Critica
Il The New York Times all'epoca dell'uscita del film scrisse: "Le terrificanti qualità di Lugosi sono sprecate... ma Karloff è in una squisita forma artistica [...] tutto sommato un buon film divertente per le vacanze".
Nel 2019 la rivista Diabolique lo descrisse così: «Il primo film di Lubin ad avere un qualche tipo di eredità duratura... perché presenta sia Boris Karloff che Bela Lugosi, sebbene nessuno dei due condivida una scena insieme. È una sorta di film horror di gangster che include un trapianto di cervello (Curt Siodmak, che ha lavorato alla sceneggiatura, amava i trapianti di cervello). Stanley Ridges interpreta una parte chiaramente destinata a Karloff con Karloff che interpreta un ruolo che avrebbe dovuto essere interpretato da Lugosi e Lugosi sprecato in una parte che avrebbe potuto essere interpretata da chiunque. Il film non è un classico ma è nitido e senza fronzoli, sfruttando le risorse della Universal, con un ritmo eccellente; Joe Dante in seguito ha commentato che era più simile a un film della Warner Bros. che a uno della Universal sotto questo aspetto, un giudizio che si potrebbe fare su molti film di Lubin di questo periodo».

## Home video
Black Friday è stato distribuito in formato DVD come parte della The Bela Lugosi Collection il 6 settembre 2005. In Italia è stato pubblicato in versione originale con sottotitoli in italiano dalla A & R Productions.